# Command & Conquer: Tiberian Sun
Operation Tiberian Sun (englisch für „Operation Tiberinische/Tiberianische Sonne“) ist ein 1999 für Windows veröffentlichtes Echtzeit-Strategiespiel aus der Computerspielreihe Command & Conquer. Es setzt die Handlung von Command & Conquer: Der Tiberiumkonflikt von 1995 fort. In Tiberian Sun, das im Jahr 2030 spielt, kann man wieder zwischen der Bruderschaft von Nod und der GDI wählen. Im Gegensatz zu den Vorgängerspielen ist der Spielercharakter diesmal jedoch kein namenloser Kommandant, sondern wird durch einen Schauspieler verkörpert.
Das Spiel wurde im deutschsprachigen Raum durch den Publisher größtenteils als Command & Conquer: Teil 3 bezeichnet und vermarktet. Dabei wurde der erste Alarmstufe-Rot-Teil von 1996 mit in die Zählung der Spielereihe eingebunden, obwohl er ein eigenes Alternativwelt-Szenario besitzt und hintergrundtechnisch nichts mit der Tiberium-Reihe zu tun hat. Bei der Veröffentlichung von Command & Conquer 3: Tiberium Wars im Jahr 2007 sorgte dies für Verwirrung. Seit Februar 2010 ist das Spiel kostenlos im Internet erhältlich.

## Handlung
Im Jahre 2030 ist die Bruderschaft von Nod stark geschwächt, in kleinere Fraktionen zersplittert und tritt nur sporadisch in Erscheinung. Der Grund dafür ist, dass die GDI Kanes Nachfolger General Hassan unter ihrer Kontrolle hat, was einen gewissen Frieden garantiert. Doch nachdem die unter einem Vorwand durchgeführte Hinrichtung eines treuen Gefährten von Kane (Anton Slavik) scheitert und dieser fliehen kann, mehren sich Nods Überfälle und auf einmal erscheint Kane wieder auf der Bildfläche. Die GDI war jedoch der festen Überzeugung, er sei bei der Zerstörung des Tempels von Sarajevo im ersten Tiberiumkrieg getötet worden. Kane eröffnet daraufhin den Blitzkrieg und erscheint in ungeahnter Stärke. Er schafft es, Hassan zu töten und die Bruderschaft wieder zu einen und kann sich von nun an voll und ganz auf die Bekämpfung der GDI konzentrieren. Die Lage ändert sich jedoch unerwartet, als ein abgestürztes UFO entdeckt wird. Kane berichtet, dass dieses UFO kurz vor Ende des ersten Tiberiumkrieges von der Bruderschaft geborgen wurde. Doch bevor man es sich nun zunutze machen konnte, leiht es sich der Nod-General Vega aus und stürzt in Amerika ab. Natürlich versuchen beide Seiten, dieses UFO zu bergen und Nod gelingt es, den Tacitus (ein wichtiges Artefakt, das angeblich alle Geheimnisse des Tiberiums beherbergt und dem verrät, der es entschlüsseln kann) und andere Technologien zu erbeuten (die später in einem Bomber mit Plasmageschossen münden). Hierfür braucht man jedoch als GDI-Kommandant den Mutanten Tratos, der außer Kane der einzige ist, der den Tacitus lesen kann. Nod hingegen versucht, ihn zu töten. Nur mithilfe anderer Mutanten kann man ihn aus der Gefangenschaft von Nod retten.
Es gibt zwar auch diesmal zwei Enden, doch gilt nur das der GDI als kanonisch. Wenn man Nod zum Sieg führt, wird die Raumstation Philadelphia der GDI durch Interkontinentalraketen zerstört (tatsächlich geschieht dies erst zu Beginn von Command & Conquer 3) und man verwandelt die Erde mithilfe einer riesigen Tiberiumrakete in einen komplett von Tiberium überwucherten Planeten. Zum Abschluss der GDI-Kampagne dagegen stellt Commander McNeil den Nod-Führer Kane in seinem neuen Tempel in Kairo und tötet ihn, anscheinend mit einem Schwert.
Alles in allem gibt es also zwei Handlungsstränge und gleichzeitig auch zwei Sichtweisen. Die Handlungen überschneiden sich dabei zwar an manchen Stellen, sind jedoch im Großen und Ganzen unabhängig voneinander. Rückblickend ist nicht immer eindeutig, ob nun die GDI- oder die Nod-Sichtweise kanonisch ist (die einzige eindeutige Ausnahme ist das Ende).

## Spielprinzip
Das Spielprinzip der Vorgänger wurde nicht verändert. Neue Einheiten sind GDI-Soldaten mit Raketenrucksack, die Mauern und ebenfalls neue Laser-Barrieren der Bruderschaft von Nod überfliegen können. GDI erhielt Antigravitation betriebene Raketenwerfer, die sowohl Land als auch Gewässer passieren können. Nod wiederum erhielt versenkbare Wühlpanzer, die unterirdisch in die Feindbasis graben können. Neu waren ebenfalls mit Sonar-Kanonen bestückte Panzer sowie der Carryall, ein großer fliegender Transporter für gepanzerte Fahrzeuge. Schiffe hingegen wurden aus dem Konzept gestrichen. Die Bruderschaft von Nod kann zudem die gesamte Basis mit einem Stealth-Generator tarnen. Eine Neuerung waren zudem zufallsgenerierte Karten für den Mehrspielermodus. Mit zufrierenden Gewässern, Meteoritenschauern und sprengbaren Brücken haben die Karten zudem eine dynamische Komponente. Zudem gibt es explosive Tiberium basierte Ressourcen, die Sammler zu fahrenden Bomben machen.

## Entwicklung

### Technik
Erstmals unterstützte die verwendete Game Engine eine isometrische Perspektive. Eine wesentliche technische Neuerung war auch das Terrain mit einer Z-Koordinate, das nun Erhebungen darstellen konnte und teilweise deformierbar war. Die Kamera blieb jedoch nicht frei drehbar. Gebäude und Infanterieeinheiten wurden weiterhin als Sprites dargestellt. Fahrzeuge und Gleiter waren jedoch 3D-Modelle in Form von Voxel-Grafik. So konnten auch Computer ohne jegliche Hardwarebeschleunigung diese darstellen.
Auch in diesem Spiel wurde die Handlung wieder mithilfe von FMV-Sequenzen vorangetrieben. Für die Darstellung wurden mehrere professionelle Filmschauspieler engagiert. Die Rolle der Nod-Offizierin Oxanna Kristos übernahm Monika Schnarre, Anton Slavik wurde von Frank Zagarino dargestellt, Michael Biehn verkörperte Michael McNeil und James Earl Jones mimte den GDI-General James Solomon. Die Rolle des Kane übernahm wie in den Vorgängerspielen erneut Westwood-Regisseur Joseph D. Kucan.
Die Entwicklung des Spiels verlief an einigen Stellen problematisch. So war ein dynamisches Schlachtfeld geplant, dessen Terrain sich verändern kann und in dem Waldbrände vorkommen können. Diese ambitionierten Ziele mussten stark zurückgefahren werden, nachdem unlösbare Wegfindungsprobleme auftraten. Brücken, die zerstört und wieder repariert werden können, zogen komplexe Systeme zur Lösung der Wegfindung, Z-Buffer, Rendering, Einheitenverhalten und der KI nach sich. Ihre Implementation dauerte um ein Vielfaches länger als zunächst geplant. Die Einheitenauswahl vor Beginn der Mission wurde gestrichen. Dafür wurden zahlreiche andere nicht zu Ende gedachte Funktionen eingebaut, was letztendlich zu feature creep führte und die Postproduktion behinderte. Das Studio arbeitete erstmals mit Hollywoodgrößen zusammen und begann mit den Dreharbeiten zu einem Zeitpunkt, an dem die Handlung noch unvollständig war. Änderungen waren nicht mehr möglich, da Nachdrehs zu teuer und Zeit für die Lokalisierung eingeplant werden musste.

### Anpassungen der deutschen Version
In der deutschen Fassung werden alle Infanterieeinheiten als Cyborgs dargestellt (Mutanten ausgenommen), obwohl im Spiel nur die Bruderschaft von Nod Cyborgs baut. Auch einige Zwischensequenzen, in denen explizite Gewalt angedeutet wird, wurden geschnitten.

## Rezeption
Kritik erntete die Veröffentlichung von geschönten Screenshots. Zugleich erhielt die Fachpresse ihre Testmuster erst am Verkaufstag. Nach zahlreichen Vorschusslorbeeren trat schnell Ernüchterung ein, da das Spiel im Vergleich zu Konkurrenzprodukten unterentwickelt war. Zahlreiche Versprechungen, die in der Vorberichterstattung weitergetragen wurden, konnten von den Entwicklern nicht eingehalten werden. Vor Redaktionsschluss wurde die Fachpresse zu einem kurzen Testspieltermin eingeladen. PC Joker erlaubte sich daher kein finales Urteil. Bemängelt wurden dennoch die veraltete isometrische Grafik ohne Zoom, das Fehlen von Sichtlinien. Die aufwendigen Zwischensequenzen, das gute Missionsdesign, die Integration von Gelände und Wetter, das Wegpunktesystem und die verbesserte Steuerung wurden positiv aufgenommen.
Ein Novum war die den Händlern beim Verkaufsstart auferlegte Preisbindung von 99 DM, die für Kritik sorgte. Das Spiel wird von manchen Spielern als das beste der Command-&-Conquer-Reihe bezeichnet. Andere hingegen fühlen sich von dem Spiel enttäuscht, da der Erscheinungstermin im Vorfeld mehrmals verschoben und ein Hype aufgebaut wurde, dem das Spiel nicht habe gerecht werden können. Tiberian Sun wurde auch wegen der anfänglichen Unausgeglichenheit der beiden Parteien im Mehrspieler-Modus kritisiert.
Trotz aller Kritik brach Tiberian Sun den Electronic Arts internen Rekord für den besten Verkaufsstart eines PC-Titels, mit mehr als 1,5 Millionen verkauften Exemplaren innerhalb der ersten Monate. Der Verband der Unterhaltungssoftware Deutschland verlieh mehrfach Gold und später den Platin Award. Die dafür nötigen Verkaufszahlen wurden innerhalb von 8 Tagen erreicht. Später wurde dieser in den Doppel-Platin Award angehoben einer Auszeichnung nach Verkaufszahlen, die bislang nur von 3 weiteren Spielen erreicht wurde.

## Feuersturm (Erweiterung)
In der Erweiterung Feuersturm (englisch: Firestorm) macht sich Kanes KI, CABAL (Computer Assisted Biologically Augmented Lifeform), selbstständig und versucht, die Menschheit in Cyborgs zu verwandeln. Da Nod ohne KI nicht agieren kann, greifen sie auf die feindliche EVA (Electronic Video Agent) zu. GDI und Nod (ohne Kane, der getötet wurde bzw. verschwunden ist) verbünden sich, um CABALs Streitkräfte zu besiegen. CABAL ist zwar keine spielbare Seite, besitzt aber neben der Nod-Technologie in den finalen Missionen einzigartige Einheiten, wie den Obelisk der Dunkelheit, dem Nod-Obelisken nachempfunden, ist jedoch eine Flugabwehr-Waffe. Außerdem gibt es den Core Defender (Kernverteidiger), ein Mech, der dem Nod-Avatar aus Tiberium Wars ähnelt, aber wesentlich stärker ist. Diese Einheiten haben das Design der Einheiten der Scrin aus Tiberium Wars beeinflusst.
Nach Meinung von Redakteurin Petra Fröhlich der deutschen Computerspielezeitschrift PC Games ist die Erweiterung „Eine solide Zusatz-CD, fürwahr, doch während Brood War dem Blizzard-Klassiker StarCraft ein völlig neues Spielgefühl verpasst hat, ist der Feuersturm – trotz neuer Einheiten und Korrekturen an der Spielbalance – einfach nur ‘mehr vom gleichen’“. Sie vergab daher eine Spielspaßwertung von 84 %.